# Otni’el
Otni’el (hebr.: עתניאל) – wieś położona w samorządzie regionu Har Chewron, w Dystrykcie Judei i Samarii, w Izraelu.
Leży w południowej części Judei w górach Judzkich, w otoczeniu terytoriów Autonomii Palestyńskiej.

## Historia
Osada została założona w 1983 przez religijnych osadników żydowskich.